# Lawrenceburg (Indiana)
Lawrenceburg é uma cidade localizada no estado americano de Indiana, no Condado de Dearborn.

## Demografia
Segundo o censo americano de 2000, a sua população era de 4685 habitantes.
Em 2006, foi estimada uma população de 4772, um aumento de 87 (1.9%).

## Geografia
De acordo com o United States Census Bureau tem uma área de
13,1 km², dos quais 12,7 km² cobertos por terra e 0,4 km² cobertos por água. Lawrenceburg localiza-se a aproximadamente 148 m acima do nível do mar.

## Localidades na vizinhança
O diagrama seguinte representa as localidades num raio de 12 km ao redor de Lawrenceburg.